# Bernard David (prêtre)
 (avril 2016).
Pour les articles homonymes, voir Bernard David (homonymie) et David.
Bernard David, né le 28 septembre 1927 à Saint-Aubin-la-Plaine et mort le 5 février 1998 à Rivière-Salée est un prêtre catholique français, historien et écrivain, spécialiste de la Martinique.

## Biographie
Bernard David naît en 1927 à Saint-Aubin-la-Plaine (Vendée). Il est le fils de Pierre David, exploitant agricole, et d'Élisabeth Doyen. Il est le frère de Jacques David.
Il est mort le 5 février 1998 et est enterré au Diamant.

### Formation
Il effectue sa scolarité au Collège Richelieu de la Roche sur Yon jusqu’en seconde puis entre au Petit Séminaire diocésain de Chavagnes en Paillers. Il est ordonné prêtre à Luçon le 29 juin 1952 et part aussitôt intégrer le diocèse de la Martinique.

### Prêtre
Bernard David commence son apostolat dans une banlieue populaire de Fort de France à Terres Sainvilles puis à Bellevue, dans une paroisse tenue par les Pères du Saint Esprit. La plus grande partie de son ministère se déroule au Diamant, de 1970 à sa mort.  
« Un aspect majeur du ministère de Bernard a été son rôle de catéchiste auprès des enfants qui venaient toujours très nombreux pour l'entendre ; son don exceptionnel de contact et de relations avec eux était reconnu de tous.  Un temps très fort était la messe du dimanche ; Bernard ne faisait pas d’homélie mais dialoguait avec les enfants (il préparait soigneusement ce qui paraissait improvisé).  Il en profitait pour dire, au détour d’une phrase, aux adultes qui étaient là, ce qu’il pensait, toujours en s’adressant aux enfants qui venaient toujours très nombreux pour l’entendre. La population l’appréciait beaucoup car il s’était vraiment naturalisé martiniquais. Peu après de son décès, une minute de silence a été observée à l’occasion d’un match de foot. »
Bernard David avait eu les honneurs du Guide du Routard de la Martinique (édition 1997-98), à la page consacrée au Diamant :
"Assister au moins une fois à une messe: ça vaut le déplacement. rien à voir avec nos célébrations trop souvent mornes. Ici, le prêtre est un sacré personnage"

### Historien et écrivain
Dès son arrivée à la Martinique, afin de se rapprocher de la population, Bernard David se met à une pratique active du créole. Il se passionne pour la langue et se met à en recueillir les proverbes. En 1971, avec Jean-Pierre Jardel et Robert Lapierre il publie « Les proverbes créoles de la Martinique. Langage et société ». Une seconde édition plus luxueuse et illustrée parait en 1982.
« Il se rend compte rapidement que l’esclavage a laissé des traces nombreuses dans les mentalités et que l’histoire des origines passionne la population ; il sera le premier à se lancer dans des recherches très approfondies à partir des registres de baptêmes pour savoir comment vivaient  et se créaient les familles. »
Saisi par la passion de l’histoire locale, il passe quotidiennement une partie de la nuit à faire des recherches et à correspondre avec des chercheurs du monde entier. Parallèlement, il entreprend la sauvegarde des registres paroissiaux du diocèse dont beaucoup étaient conservés dans des conditions désastreuses. Du même élan, il sauve de la disparition tout un petit patrimoine notamment religieux qu’il expose dans son presbytère.
« Il se passionnait pour la formation des jeunes et utilisait ses travaux et ses collections pour les aider à se construire et à être fiers de leur histoire et de leur culture. »
Les publications se succèdent, notamment :
- Les origines de la population martiniquaise au fil des ans (1635-1902)
- La paroisse de Case-Pilote 1760-1848. Notes d'histoire sociale
- Les dernières années d'une société - Le Carbet 1810-1848

S’y ajoutent divers mémoires et de nombreux articles, principalement d’histoire religieuse.
En 1984, il sort, en trois volumes un « Dictionnaire biographique de la Martinique 1635--1848 : le clergé », fruit de quinze ans de recherches et de contacts avec de multiples archivistes.
Sa mort accidentelle en 1998 ne lui permettra pas de terminer le quatrième tome, ni le dictionnaire créole pourtant bien avancés.
Bernard David est enterré au Diamant, sa dernière paroisse.

## Musée
L’Espace muséographique Bernard David, rassemblant une partie de ses collections, a ouvert au Diamant. Les archives de Bernard David ont quant à elles été versées par la famille à l’évêché puis aux Archives départementales à Fort de France.

## Publications

### Bulletins de la Société d'histoire de la Martinique
- Les origines de la population martiniquaise au fil des ans (1635-1902), (bulletin no 3) 1973
- La paroisse de Case-Pilote 1760-1848. Notes d'histoire sociale, (bulletin no 4) 1975
- Les dernières années d'une société - Le Carbet 1810-1848, (bulletin no 20) 1977
- L'histoire religieuse de la Martinique au XVIIe siècle, (bulletin no 27)
- Le grand tournant de l'école en 1853. - Documents officiels et correspondances privées,  (bulletin no 28)
- Introduction de noirs à la Martinique 1698-1794, (bulletin no 32) 1998

### Ouvrages
- Les proverbes créoles de la Martinique - Langage et société - Notes sur le créole de Robert Lapierre, Bernard David - Jean-Pierre Jardel, (1971)
- Les proverbes créoles,  Bernard David - Jean-Pierre Jardel - Robert Lapierre - illustrations Marianne Mondesir, 1982
- Dictionnaire biographique de la Martinique (1635-1848) - Le clergé (3 volumes+ feuillets complémentaires pour une éventuelle réédition), 1984 [3]
- Mémoire no 6    Epiphane de Moirans - La liberté des esclaves ou défense juridique de la liberté naturelle des esclaves . Texte traduit et présenté par Robert Lapierre (Bernard David : La vie d'Epiphane de Moirans), 1975
- Contributions
- Voyage du RP la Pierre en Terre Ferme à la côte de Paria (présenté par Bernard David), (p. 31 à 52)
- Un projet de regroupement des archives paroissiales de la MARTINIQUE, Association des archivistes de l'Église de France (Bul no 161981), 1981
- Coolies, Congos et Chinois, in "Le mémorial martiniquais" Sté d'édition du mémorial – Nouméa (T3, p. 47 à 57), 1978

### Articles
- Proverbes et dictons de la Martinique Notes africaines, Université de Dakar, Institut fondamental d'Afrique noire (trimestriel), (no 116, p. 110 à 117) octobre 1967
- La population d'un quartier de la Martinique au début du XIXe siècle d'après les registres paroissiaux : Rivière-Pilote 1802-1824, Société française d'histoire d'outremer, (tome LX no 220, p. 330 à 363) 1973
- L'installation progressive d'une mission au XVIIe siècle, Colloque international de Pointe à Pitre "Le phénomène religieux dans la Caraïbe francophone", 7-9 juin 1989
- Le débarquement à la Martinique d'un "commando" de trappistes, Communication à un groupe à l'invitation de Mr Prada, 6 avril 1978
- La forme et son pot, Aide-mémoire pour la directrice de l'école du Diamant, vers 1975
- Un dictionnaire du clergé de la Martinique, Pourquoi et comment?, Archives de l'église de France, (bulletin no 35, p. 14 à 17) 1991
- Le clergé séculier à la Martinique, Église en Martinique (no 129), septembre 1985

#### Aujourd'hui dimanche (hebdomadaire chrétien de la Martinique)
- En remontant le passé, : 24 chroniques hebdomadaires (no 293 à 316), 12 novembre 1967 au 21 avril 1968
- Un peu d'histoire, 27 chroniques hebdomadaires, (no 339, 342 à 367), 27oct1968 au 11mai1969
- Histoire des communes, en collaboration avec Claude Rezoulat, (no 369 et suivants), 25mai1969 et suivant
- Quand la Martinique se mettait en mission (no 384), 12-oct-69
- Martinique : deux siècles d'histoire religieuse, de 1635 à 1793, numéro spécial non daté
- Martinique : deux siècles d'histoire religieuse, de 1801 à 1848, numéro spécial non daté
- Histoire du peuple de Dieu à la Martinique 1635-1750, 4 articles (no 1178 à 1181), mai-juin 1986